# Мариан Дж. Легато
Мариан Дж. Легато (на английски: Marianne J. Legato) е американска лекарка и писателка (авторка на произведения в областта на медицината и пола).
Тя е международно признат специалист по диференциране на медицина според пола, преподавател по клинична медицина според пола в Колумбийския университет в Ню Йорк, основател и директор на Фондацията за полово специфична медицина към университета.

## Биография
Легато е родена през 1935 г. в Ню Йорк, САЩ. Израства, съпровождайки баща си, общопрактикуващ лекар, от домашни обаждания и болнични обиколки, и от малка иска да стане лекар. Макар че родителите ѝ не подкрепят желанието ѝ да учи медицина, тя се записва в Нюйоркския университетски колеж по медицина и сама заплаща таксите си. Завършва през 1962 г. и стажува в болница „Белвю“ и Презвитерианската болница в Ню Йорк. В периода 1965 – 1968 г. специализира кардиология в Колумбийския университет.
През 1968 г. е назначена като инструктор по медицина и започва академична кариера в Колумбийския университет като изседовател и преподавател.
От 1969 г. е лекуващ лекар в болничния център „Св. Лукас-Рузвелт“, а от 1973 г. работи и като лекар в Презвитерианската болница в Ню Йорк. През 1997 г. основава Фондацията за партньорство по специфична медицина на половете към Колумбийски университетски колеж за лекари и хирурзи. Основател и редактор е на списание за специфичните според пола болести.
Като директор на фондацията насърчава сътрудничеството между академичната медицина и частния сектор за извършване на научни изследвания в областта на специфичната за пола лекарства, включването на жени в клинични изпитвания, изучаването на различията в биологията на мъжете и жените и как полът засяга диагнозата и лечението на болестите.
Става научнопопулярен автор за широката общественост и през 1992 г. печели наградата „Блейксли“ на Американската сърдечна асоциация за най-добра книга за сърдечно-съдови заболявания – „The Female Heart“.
За работата си е удостоена с отличия, включително стипендия „Марта Лион Слейтър“ (1965-1968), наградата „Дж. Мъри Стийл“ и наградата на Нюйоркската сърдечна асоциация. През 2002 г. получава наградата „Жена в науката“ от Асоциацията на американските лекарки. През 2006 г. на нейно име е наименувана награда за постижения в половоспецифичната медицина.
Мариан Дж. Легато живее със семейството си в Ню Йорк.

## Произведения
- The Female Heart: The Truth About Women And Heart Disease (1992) – с Карол Колман, награда „Блейксли“
- What Women Need to Know (1997) – с Карол Колман
- Gender Specific Aspects Of Human Biology For The Practicing Physician (1997)
- Eve's Rib: The Groundbreaking Guide to Women's Health (2002)
- Principles Of Gender Specific Medicine (2004)
- Why Men Never Remember and Women Never Forget (2005) – с Лаура Тъкър
Защо мъжете никога не помнят, а жените никога не забравят, изд. „AMG Publishing“, София (2008), прев. Марина Станева
- Why Men Die First: How to Lengthen Your Lifespan (2008)